# Nomadinae
Sous-famille
Les Nomadinae sont une sous-famille d'insectes hyménoptères de la famille des Apidae. Ce sont des abeilles cleptoparasites.

## Liste des tribus
- Ammobatini
- Ammobatoidini
- Biastini
- Brachynomadini
- Caenoprosopidini
- Epeolini
- Hexepeolini
- Neolarrini
- Nomadini
- Townsendiellini